# Netivot
Netivot (en hebreu: נתיבות) és una ciutat del districte del Sud d'Israel. Fou fundada el 1956, originàriament amb el nom d'Azata, com a part del projecte de colonització del Nègueb juntament amb Sderot al nord i Ofaqim al sud. Ja des de la creació de la ciutat, Netivot pateix d'altes taxes d'atur, poques inversions i pobresa relativa.

## Lloc de pelegrinatge
A diferència d'Ofaqim i Sderot, la ciutat s'ha reviscolat econòmicament els darrers anys gràcies al turisme religiós i de pelegrinatge, ja que dos rabins miraculosos es troben enterrats al cementiri local: Baba Sali (sobrenom amb què es coneix Yisrael Abuhatzeira) i el rabí Shalom Ifargan. Cada any venen a ciutat centenars de milers de jueus practicants durant els dies de commemoració d'aquests rabins a pregar davant les tombes.
L'economia de la ciutat es basa, principalment, en el sector primari, però es procura potenciar el vessant turístic de la ciutat i, l'any 2009, la ciutat es connectarà a la xarxa ferroviària israeliana.

## Demografia
Segons l'Oficina Central d'Estadístiques d'Israel (OCEI) la població de la ciutat era, en 2001, un 99,8% jueva, i no hi havia un nombre significatiu d'àrabs israelians. La majoria dels habitants procedeixen de països àrabs i de l'antiga Unió Soviètica.
En 2001 hi havia 10.500 homes i 10.600 dones. La població de la ciutat es compon en un 46,3% de persones de menys de 20 anys, un 16,2% de persones d'entre 20 i 29 anys, un 17,6% d'entre 30 i 44, un 10,4% d'entre 45 i 59, un 2,8% d'entre 60 i 64, i un 6,8% de majors de 65. La taxa de creixement de la població aquell mateix any era de 3,9%.
Segons l'OCEI, en 2000 hi havia 5.339 empleats i 382 autònoms a la ciutat. El salari mensual mitjà de la ciutat per als empleats era de 3.410 nous xéquels. El salari mitjà dels homes era de 4.482 nous xéquels i el de les dones era de 2.385 nous xéquels. Els ingressos mitjans dels autònoms eren de 5.764 nous xéquels. 445 persones rebien prestació d'atur i 2.843 ajuda social.
Segons l'OCEI, hi ha 22 centres educatius i 4.243 estudiants a la ciutat. Hi ha 16 escoles primàries amb 3.053 estudiants i 11 escoles secundàries amb 1.190 estudiants. L'any 2001, un 43,1% dels estudiants d'últim curs de secundària es van graduar.